# Viaduc de Rocherolles

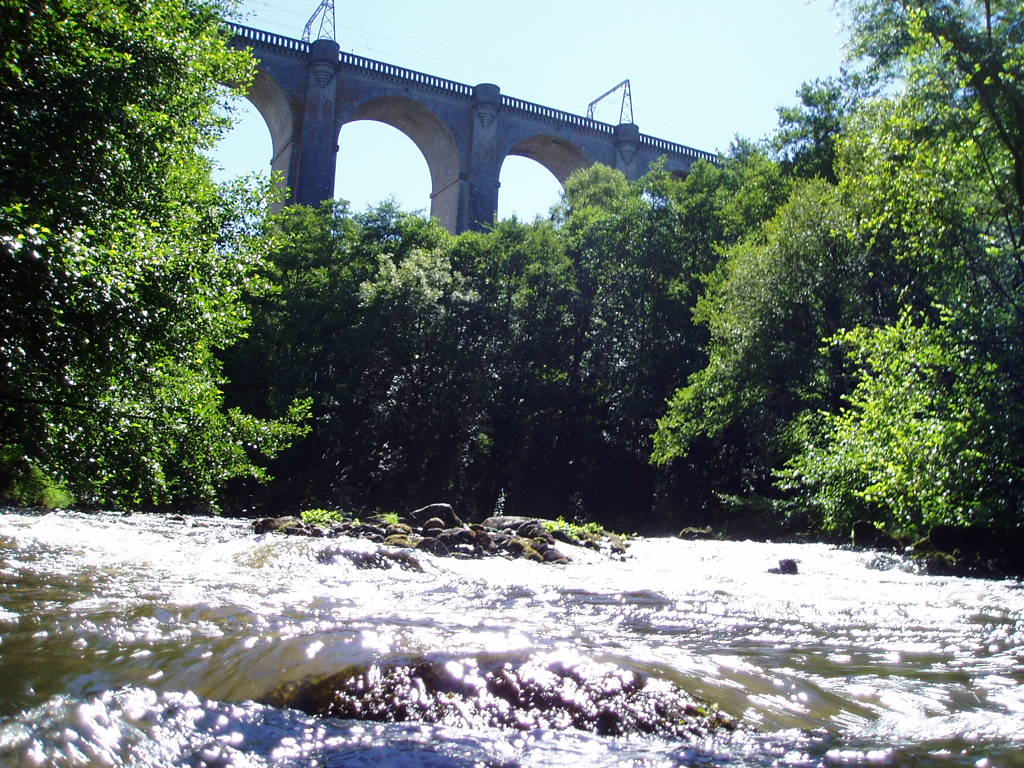
Ansicht des Viadukts mit der Gartempe

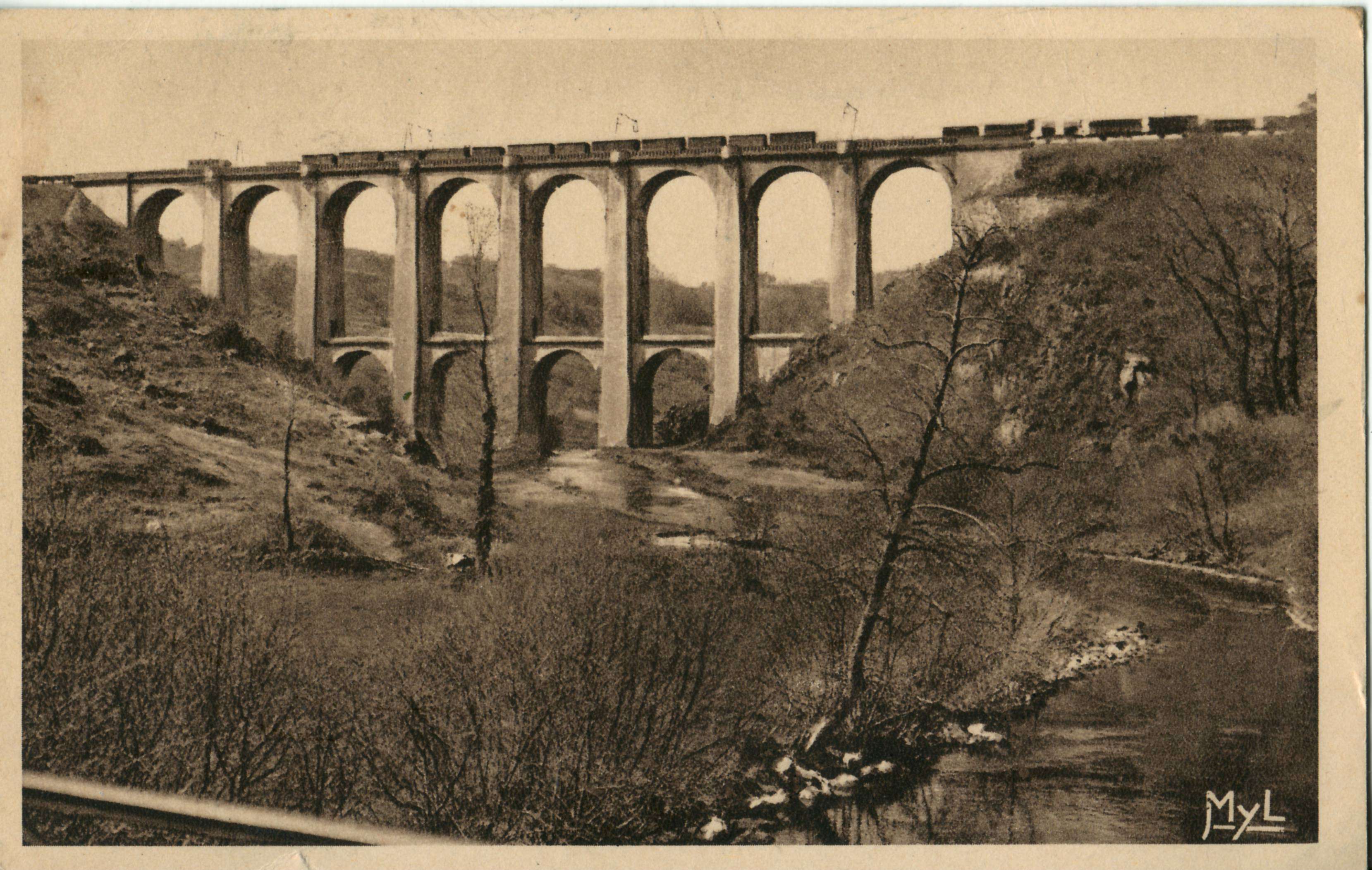
Das Viadukt in den 1920er Jahren

Das Viaduc de Rocherolles ist eine zweigleisige Eisenbahnbrücke an der Bahnstrecke Les Aubrais-Orléans–Montauban-Ville-Bourbon zwischen den Bahnhöfen Fromental und Bersac-sur-Rivalier auf dem Gebiet der Gemeinde Folles im Département Haute-Vienne.
Das Viadukt überspannt auf einer Länge von 187 Metern das Tal der Gartempe. Die maximale Höhe beträgt 54,60 Meter. Es besteht aus 12 in zwei Etagen angeordneten, gemauerten Kreisbögen (acht in der oberen, vier in der unteren Etage). Als Baumaterial diente Granit aus Steinbrüchen der Region. Nach zweijähriger Bauzeit 1854 fertiggestellt, wurde es am 2. Juni 1856 offiziell in Betrieb genommen. Zur Zeit seiner Erbauung galt das Viaduc de Rocherolles als höchste Brücke Frankreichs.